# Eliecith Palacios
Eliecith Palacios, född 15 september 1987, är en friidrottare från Colombia. Hon deltog vid olympiska sommarspelen 2012 och olympiska sommarspelen 2016.